# Eaters Geleen
Eaters Geleen is een Nederlandse ijshockeyclub uit Geleen. De club werd opgericht in 1968, vlak na de opening van de Geleense ijsbaan aan de Kummenaedestraat, en speelt in de Nederlandse Eredivisie.

## Geschiedenis
De club werd opgericht als Smoke Eaters als verwijzing naar het Canadese amateurteam Trail Smoke Eaters, dat tweemaal namens Canada wereldkampioen werd. Van 1999 tot 2013 speelde de club met de sponsortoevoeging onder de naam Ruijters Eaters. 
De Eaters wonnen in het seizoen 2011-2012 voor het eerst in de clubgeschiedenis het landskampioenschap door in de vijfde en beslissende finalewedstrijd HYS Den Haag in eigen hal met 7-1 verslaan, tegen hetzelfde HYS won Eaters in 2010 in Eindhoven met 3-2 de beker door een doelpunt in de laatste seconde. In 1993 pakte Eaters ook al eens de beker door Nijmegen met 8-7 te verslaan.
Op 12 februari 2013 werd de stichting Topsport Eaters Geleen door de rechtbank van Maastricht failliet verklaard. De curator verzocht daarop het college van B&W van Sittard-Geleen meer subsidie te verstrekken om de club te kunnen voortzetten. In april besloot het makelaarsbureau Ruijters zich als hoofdsponsor terug te trekken. Sindsdien gaat de club verder onder de naam Noptra Eaters Geleen.
In een seizoen vol tegenslagen wisten de Geleense ijshockeyers op 23 maart 2014 beslag te leggen op de eerste Larry van Wieren Cup. In een best of two werd in eigen huis Eindhoven Kemphanen met 10-0 verslagen, na een dag eerder nog met 9-0 te hebben verloren. Glenn Bakx maakte in de laatste acht seconden van de overtime het beslissende doelpunt.
In de herfst van 2014 werd bekend dat de ijshockeyclub wederom in diepe financiële nood verkeerde. Er diende een bedrag van 85.000 euro te worden voldaan om het seizoen 2014-2015 af te kunnen maken. Interim-voorzitter Emile Frieser gooide op 29 november de handdoek in de ring en liet de club failliet verklaren. Een dag later werd bekendgemaakt dat het seizoen alsnog kon worden uitgespeeld door intreding van een groep anonieme sponsoren.

## Historische namen
- 1968-1984: Smoke Eaters
- 1984-1985: Data Union
- 1985-1988: Smoke Eaters
- 1988-1991: Intercai Geleen
- 1991-1994: Meetpoint Eaters
- 1994-1995: Hatulek Eaters
- 1995-1996: Smoke Eaters
- 1996-1997: Datak Eaters
- 1997-1999: Smoke Eaters
- 1999-2013: Ruijters Eaters
- 2013-2014: Noptra Eaters Geleen
- 2014-2018: Laco Eaters Limburg
- 2018-2020: Microz Eaters Limburg
- 2020-huidig: Snackpoint Eaters Limburg

## Selectie 2024-2025
| #        | Land               | Naam                |
| Goalies  |                    |                     |
| -------- | ------------------ | ------------------- |
| 29       | Vlag van Nederland | Jowin Ansems        |
| 33       | Vlag van Nederland | Deniz Mollen        |
| Defence  |                    |                     |
| 7        | Vlag van Nederland | Ninho Hessels       |
| 21       | Vlag van Nederland | Mees van Wingerden  |
| 24       | Vlag van Nederland | Mordy Munichman     |
| 25       | Vlag van Nederland | Ryan Hooijmans      |
| 39       | Vlag van Nederland | Kay Gielen (A)      |
| 49       | Vlag van Canada    | Bradley Forrest (C) |
| 63       | Vlag van Nederland | Matteo Castronovo   |
| 65       | Vlag van België    | Arne van Espen      |
| Forwards |                    |                     |
| 2        | Vlag van Nederland | Wouter Sars         |
| 8        | Vlag van Nederland | Jelle Noblesse      |
| 9        | Vlag van Nederland | Lars van Sloun      |
| 10       | Vlag van Nederland | Tom Marx            |
| 11       | Vlag van Nederland | Dean Versteeg       |
| 17       | Vlag van Nederland | Rolan Loos          |
| 19       | Vlag van Nederland | Jeffrey Melissant   |
| 23       | USA                | Jordan Steinmetz    |
| 44       | Vlag van Canada    | Ben Duperreault (A) |
| 66       | Vlag van België    | Lander Paulissen    |
| 71       | Vlag van Nederland | Tijn Jacobs         |
| 81       | Vlag van Nederland | Mike Collard        |
| 91       | Vlag van Nederland | Akim Ramoul         |
| 93       | Vlag van Nederland | Jesse Noblesse      |

## Selectie 2023-2024
| #        | Land               | Naam                |
| Goalies  |                    |                     |
| -------- | ------------------ | ------------------- |
| 29       | Vlag van Nederland | Jowin Ansems        |
| 33       | Vlag van Nederland | Deniz Mollen        |
| Defence  |                    |                     |
| 24       | Vlag van Nederland | Mordy Munichman     |
| 39       | Vlag van Nederland | Kay Gielen          |
| 49       | Vlag van Canada    | Bradley Forrest     |
| 63       | Vlag van Nederland | Matteo Castronovo   |
| 65       | Vlag van België    | Arne van Espen      |
| 82       | Vlag van België    | Joshua Blairon      |
| 86       | Vlag van Nederland | Dennis Donders      |
| Forwards |                    |                     |
| 7        | Vlag van Nederland | Mitch Koumans       |
| 9        | Vlag van Nederland | Lars van Sloun (C)  |
| 11       | Vlag van Nederland | Tom Marx            |
| 12       | UA                 | Yevgen Fadyeyev (A) |
| 17       | Vlag van Nederland | Rolan Loos          |
| 20       | Vlag van Nederland | Luca Heutmekers (A) |
| 28       | Vlag van Nederland | Mees de Wit         |
| 44       | Vlag van Canada    | Ben Duperreault     |
| 66       | Vlag van België    | Lander Paulissen    |
| 71       | Vlag van Nederland | Tijn Jacobs         |
| 90       | Vlag van België    | Jorin Kustermans    |
| 91       | Vlag van Nederland | Akim Ramoul         |
| 93       | Vlag van Nederland | Jesse Noblesse      |

## Selectie 2022-2023
|         | Land               | Naam                |
| Goalies |                    |                     |
| ------- | ------------------ | ------------------- |
| 13      | Vlag van Nederland | Deniz Mollen        |
| 33      | Vlag van Nederland | Stef Verhulst       |
| Defence |                    |                     |
| 3       | Vlag van Nederland | Martijn Geerligs    |
| 14      | Vlag van Canada    | Cody van Lierop(A)  |
| 24      | Vlag van Nederland | Mordy Munichman     |
| 39      | Vlag van Nederland | Kay Gielen          |
| 67      | Vlag van Nederland | Matteo Castronovo   |
| 68      | Vlag van Nederland | Bojay Claassen      |
| 89      | Vlag van Nederland | Bob Gerretsen       |
| 92      | Vlag van Nederland | Rick Janssen        |
| Attack  |                    |                     |
| 7       | Vlag van Nederland | Mitch Koumans       |
| 8       | Vlag van Nederland | Nick Verschuren     |
| 9       | Vlag van Nederland | Lars van Sloun (C)  |
| 11      | Vlag van Nederland | Tom Marx            |
| 16      | Vlag van Nederland | Cas Dieteren        |
| 17      | Vlag van Nederland | Rolan Loos          |
| 20      | Vlag van Nederland | Luca Heutmekers (A) |
| 21      | Vlag van Nederland | Jelle Noblesse      |
| 22      | Vlag van Nederland | Jord Smit           |
| 66      | Vlag van België    | Lander Paulissen    |
| 77      | Vlag van Nederland | Harley Verkroost    |
| 91      | Vlag van Canada    | Nick Guiney         |